# Universidad de Ámsterdam
La Universidad de Ámsterdam (en neerlandés: Universiteit van Amsterdam, UvA) es una institución de educación superior pública localizada en el corazón de la ciudad de Ámsterdam, Países Bajos.
Fue fundada en 1632 por autoridades municipales, siendo la tercera universidad más antigua del país. Es una de las universidades de investigación más grandes de Europa, con 31 186 estudiantes, 4794 funcionarios, 1340 estudiantes de doctorado y un presupuesto anual de 600 millones de euros. Está dividida en siete facultades: Humanidades, Ciencias Sociales y de la Conducta, Economía y Negocios, Ciencia, Derecho, Medicina y Odontología.
De ella han egresado de seis premios Nobel y cinco primeros ministros de los Países Bajos. En 2014, fue catalogada como la 50.° universidad en el mundo, 15.° en Europa, y primera en los Países Bajos en la Clasificación mundial de universidades QS. En 2018 y 2019 los departamentos de Medios y Comunicación comúnmente se clasificaron 1.° en el mundo en materias en el Ranking QS.